# La vida de los peces
La vida de los peces è un film del 2010 diretto da Matías Bize.